# Gabriel Popa (cầu thủ bóng đá)
Gabriel Daniel Popa (sinh ngày 27 tháng 8 năm 1985 ở Călăraşi) là một cầu thủ bóng đá người România thi đấu cho Dunărea Călăraşi.